# Synchytrium endobioticum
Synchytrium endobioticum ist ein den Kartoffelkrebs verursachender Töpfchenpilz. Er kann auch andere Nachtschattengewächse befallen, die Kartoffel ist jedoch die einzige infizierbare Kulturpflanze.
Es existieren mindestens 18 Pathotypen des Pilzes, wobei die meisten in Zentraleuropa nur eine geringe Verbreitung besitzen. Die größte Verbreitung hat Pathotyp 1.

## Morphologie
Wie einige andere Chytridiales entwickelt der Pilz kein Mycel. Er entwickelt eine „Winter-Sporangium“ bezeichnete, dickwandige Struktur. Sie ist 25–75 µm dick und enthält 200–300 Sporen. Die Sporangia sind in dünnwandigen Sori gruppiert. Die bewegliche Zoospore hat einen Durchmesser von ca. 0,5 µm und besitzt ein posteriores Flagellum.

## Lebenszyklus
Die überwinternden Sporangia keimen bei den im Frühjahr höheren Temperaturen bei hoher Feuchtigkeit. Dabei entlassen sie Zoosporen, die geeignete Wirtszellen befallen. Die Sommer-Sporangia entwickeln sich in den infizierten Zellen, die schnell neue Populationen und  Zoosporen entlassen. Der Infektionszyklus dauert so lange an, wie die Lebensbedingungen für den Pilz geeignet sind. Befallene Pflanzenzellen schwellen an, teilen sich und umgeben die sich teilenden Zoosporen, was die sichtbare Warzenbildung zur Folge hat.
Unter bestimmten Stressbedingungen verschmelzen Paare der Zoosporen zur Zygote. Die die Zygote enthaltenden Zellen teilen sich und bilden schließlich die Wand eines neuen Winter-Sporangiums aus. Im Herbst verfallen die Warzen, wobei sie neue, dickwandige Sporen in den Boden entlassen. Diese diploiden, überwinternden Sporen durchlaufen eine Ruhephase. Vor ihrer Keimung finden (wahrscheinlich) eine Meiose-Teilung und einige mitotische Teilungen statt, was am Ende zum Sorus führt.

## Ökologie
Es sind drei verschiedene Pilze bekannt, die das ruhende Sporangium parasitär befallen können. Er ist ein einzelliger, bodenbürtiger, obligat parasitisch lebender Pilz. Seine bevorzugten Umgebungsbedingungen sind mäßige Temperaturen (nicht über 20 °C) bei ausreichender Feuchtigkeit. Eine befallene Kartoffel ist an typischen Wucherungen erkennbar.
Die Sporen können bis zu einer Tiefe von 50 cm im Boden überleben. Wintersporen können 20–40 Jahre lebensfähig bleiben, wobei diese sehr hitze- aber auch sehr kältetolerant sind. Aufgrund der Widerstandsfähigkeit der Sporen kann es auch durch Verfütterung befallener Kartoffeln zu einer Krankheitsausbreitung durch Tierexkremente kommen. Für eine befallene Anbaufläche gilt daher eine zeitlich unbefristete Anbausperre. Eine Verschleppung ist darüber hinaus durch verseuchte Landmaschinen möglich.
Der Pilz hat seinen Ursprung in der Anden-Region Südamerikas, hat sich jedoch mittlerweile fast weltweit überall dort verbreitet, wo Kartoffeln angebaut werden, nicht jedoch in den meisten tropischen Regionen Afrikas, im mittleren Osten, Japan und Australien.
Der Pilz stellt eine Bedrohung für den Kartoffelanbau dar, da er nicht bekämpft werden kann. Es gibt jedoch resistente Kartoffelsorten.